# Pruna
Pruna – gmina w Hiszpanii, w prowincji Sewilla, w Andaluzji, o powierzchni 100,64 km². W 2011 roku gmina liczyła 2836 mieszkańców.